# Venezia (Brindisi 1991)
Venezia è un dipinto di Remo Brindisi. Eseguito nel 1991, appartiene alle collezioni d'arte della Fondazione Cariplo.

## Descrizione
In questa veduta della chiesa dei Santi Simone e Giuda a Venezia, dal disegno distorto dalla prospettiva pressoché assente, il pittore ricrea una visione onirica e irreale.

## Storia
Il dipinto venne acquistato dalla Fondazione Cariplo nel 1991; fu esposto nel 1995 alla mostra Tesori d'arte delle banche lombarde, allestita a Milano.